# Istmo de Guanarteme
El istmo de Guanarteme es una franja estrecha de arena que conecta el sur de la península de La Isleta con el noreste de la isla de Gran Canaria. La costa este mira hacia la bahía de las Isletas, donde se emplaza el actual Puerto de La Luz, mientras que al oeste se encuentra la bahía del Confital y su conocida playa de Las Canteras.
El istmo toma su nombre en honor al título de Guanarteme de los jefes dirigentes de los indígenas canarios de esta isla.

## Geografía
El origen del istmo de Guanarteme está directamente ligado a La Isleta y su formación, ya que fue precisamente este brazo de arena el que permitió convertir La Isleta en península, acercándola al resto de la isla. Antes de esto, La Isleta era un islote separado de Gran Canaria por un estrecho canal de agua, de poco más de un kilómetro de anchura, que se soldó a esta última por un istmo de no más de 200 metros de ancho en su parte estrecha, y algo más de 800 m. en su parte más ancha, y con una longitud aproximada de 1,25 km.
Sobre el istmo de Guanarteme se desarrolló un campo de dunas como consecuencia de la circulación de arenas arrastradas por las corrientes marinas hacia la playa de Las Canteras, y que posteriormente los vientos alisios transportaron a tierra firme. Está constituido en su totalidad por arena rubia fina, en la que se encuentran algunos pequeños cristales de olivino y piroxeno. Asimismo, la arena tiene un fuerte componente orgánico procedente de la destrucción de conchas finamente molidas, por lo que no aparecen piezas gruesas de forma frecuente.

## Estado actual
Debido al florecimiento del Puerto de La Luz, en el siglo XX, se fueron asentando las viviendas en el istmo arenoso hasta cubrirlo casi por completo y consolidar el núcleo urbano de Santa Catalina. Este crecimiento terminó por fusionar el barrio pesquero de La Isleta al resto de la ciudad, quedando sepultado casi en su totalidad por el urbanismo de la actual ciudad de Las Palmas de Gran Canaria.
- Datos: Q21480714